# Малая Чепца
Малая́ Чепца́ — деревня в Дебёсском районе Удмуртии. Входит в состав Дебёсского сельского поселения.

## Население
| 2010 | 2012 | 2021 |
| ---- | ---- | ---- |
| 247  | ↗249 | ↘196 |

## Улицы
- ул. Восточная,
- ул. Озёрная,
- ул. Сибирская[4].